# Sant Pere de Betlan
Sant Pere de Betlan és una església romànica del poble de Betlan al municipi de Vielha e Mijaran (Vall d'Aran) inclosa a l'Inventari del Patrimoni Arquitectònic de Catalunya.

## Descripció
És una església de nau rectangular i de murs convergents, rematada per un absis semicircular mig cegat per la casa rectoral que té adossada. Està coberta per una volta de canó, encara que el poc gruix dels murs fa suposar una coberta originària de fusta que deuria ser substituïda en el segle xii, al temps que s'afegí un arc toral per a contrarestar el pes de la nova coberta, que posteriorment també es reforçà exteriorment amb contraforts. L'arc toral de la capçalera és molt marcat i ultrapassat. Al fons de l'absis s'obre una finestra de doble esqueixada. El presbiteri, amb una volta de canó més baixa que la de la nau, està il·luminat per una sagetera per sobre de l'arc toral. En època posterior s'afegiren dues capelles a mode de creuer amb arcs de mig punt, així com tres finestres en el mur de migdia. Allà on es desprèn l'arrebossat s'observa una maçoneria ben treballada i concertada. Romanen restes de la tradició romànica llombarda a l'absis.
Peu d'altar monolític de forma rectangular, en el que es distingeix una part superior a mode de capitell, totalment llisa, una part central amb semi-columnes als angles i una part inferior que, com la superior, és llisa.
Pica beneitera de marbre, de 55 cm de diàmetre i 55 cm de llarg. Està encastada al mur i decorada amb arcuacions en alt relleu i una sèrie de motllures renaixentistes a la base.
Pica baptismal d'estil romànic emparentada formalment amb les de Gausac, Vielha, Montcorbai, Begós i Arròs. Consta de vas, peu i base. La pica, a la zona del vas, mostra una decoració de motius vegetals que es va desenvolupant horitzontalment per tot el perímetre. Pel que fa al peu, és una columna de secció circular amb motius geomètrics esculpits a tres cares. La base és embeguda per sota la tarima de fusta del terra.
A l'absis i al mur del fons de la capella de l'Epístola es conserven una sèrie de pintures murals del segle xvii. Hi ha representades la Santíssima Trinitat, a l'absis, i la Verge a la capella. A la finestra de l'absis hi ha la imatge romànica de la Mare de Déu de Betlan, de fusta policromada.